# チャイヨー・プロダクション
チャイヨー・プロダクション（Chaiyo Productions Co. Ltd.） は、かつて存在した、ソムポート・セーンドゥアンチャーイが率いるタイ資本の会社。本社はバンコク、アユタヤ県にスタジオを持っていた。
「チャイヨー」（ไชโย）はタイ語で「万歳」の意味。

## 概要
ソムポートは日本に留学して円谷英二から特撮技術を学んだ人物で、日本の特撮映画・テレビの影響を受けた映画・テレビ作品を制作している。特に円谷皐とは同年代として気が合い、彼の著書によると来日するたび、円谷プロダクション・同エンタープライズへ社員のように自由に出入りしていたという。
1970年にテレビシリーズ『チャラワン』を製作。1973年にはタイ初の本格的な特撮映画『ターティエン』を製作し、当時のタイ映画の歴代ベスト1となる300万バーツもの売り上げをあげた。その後も円谷プロとの合作で、1974年に『ジャンボーグA&ジャイアント』と『ウルトラ6兄弟VS怪獣軍団』を公開するなど特撮映画を作り続けたが、1985年の『エリマケトカゲ一人旅』以降は映画制作から撤退し、テレビ番組などを製作していた。また、バンコクのプラトゥーナム近辺に、ウルトラマン博物館（後述）を作っていた模様。2011年のタイ洪水の影響を受けて廃業。
1995年12月、チャイヨー・プロダクションは「1976年から日本以外で『ウルトラQ』から『ウルトラマンタロウ』までのウルトラシリーズ6作品および『ジャンボーグA』の計7作品と、そのキャラクターを商用目的で利用する権利を持つ」と主張し始めた。日本の最高裁判所における判決では2004年時点で円谷プロ側の敗訴となったが、それ以外の国においては事実上、2020年時点で円谷プロ側の完全勝訴となっている。この係争は非常に複雑な状況になっていた。

## 代表作

### 映画
- ターティエン（英語版）（1973年）
- ジャンボーグA&ジャイアント（1974年）
- ウルトラ6兄弟VS怪獣軍団（1974年）
- ハヌマーンと5人の仮面ライダー（1975年）
- Yod Manut Computer（1977年）
- Pandin Wippayoke（英題：Land of Grief）（1978年）
- カーキー（英語版）（1980年）
- チョラケー（英語版）（英題：Crocodile）（1980年）
- Kraithong（1980年）
- プラロッドメリー（英語版）（1981年）
- クン・チャーン＝クン・ペーン（英語版）: Prab Chorakhe Tan Kwand（1982年）
- Phra Chao  Suea  Panthai-Norasing（1982年）
- スエククンファカン（タイ語版）（Suek Kumphakan, 英題：Noble War）（1984年）
- ハヌマーンと11人のウルトラマン（英題：SPACE WARRIORS 2000 (The Year of the Monkey Wrench) ）（1984年）
- Kraithong II（1985年）
- エリマケトカゲ一人旅（英語版）（1985年）

### テレビドラマ
- チャラワン（1970年）
- Kraithong（1972年）
- アパイマニー王子物語（英語版）（1973年）
- Yai Ka Ta
- Long Prai
- ハイパーボッツ（2001年）
- PROJECT ULTRAMAN（2006年放送予定であったが中止）

### ライブステージ
- Ultraman Millennium Live Show in Bangkok 2001
- Ultraman Thailand Tour 2003
- Ultraman Live Show 4D（2004年）

## PROJECT ULTRAMAN
2006年6月より、タイ、中国でチャイヨー・プロダクション制作のウルトラマンが放映される予定だったが、2005年に円谷プロにタイ、中国で提訴されて放映中止になった。2009年にタイ、中国での裁判で円谷プロ側が勝訴したため、タイ、中国で今後制作することは不可能となった。

### ストーリー
近未来、巨大な宇宙生物マリーウェイが地球に向かっていた。宇宙警備隊の若きエリート、ミレニアムは、この怪獣をコースから外してタックルしようとするが、2体とも日本海に不時着し、その衝撃で発生した大津波が日本列島や中国沿岸の一部の都市を襲う。しかし、地球にとってはそれどころではなかった。衝突によって地球の軸が大きくずれ、極端な気候変動が起こり、地表の3分の1が不毛の地となり、人類は絶滅の危機に瀕することとなった。
それからしばらくして、ゴビ砂漠で事故に遭ったニールという男は、疲労困憊で気を失いそうになっていた。しかし、ウルトラの母に助けられ、瀕死の状態で眠っているミレニアムへと導かれる。ニールは自らを犠牲にしてミレニアムを蘇らせ、2人は一体となる。しかし、ニールはその時の記憶を失ってしまう。
15年後、ニールは成都遊園地の従業員となっていた。彼はまだ自分の中に眠る力に気づいていなかった。ある日、彼は遠くから見知らぬ男が自分を見つめていることに気づく。そして突然、遊園地に巨大なエイリアンの生命体が現れ、破壊を開始した。この未曾有の襲撃をきっかけに、ニールは光の巨人「ミレニアム」に変身する。人々は最初はミレニアムのことを怪獣と思っていたが、すぐに彼が人類の味方であることに気づいた。やがて、そのことが人類のリーダーであるSの目に留まり、Sはニールにアタックチーム「BASE」への参加を持ちかける。
これを皮切りに、一連の事件が動きだす。ダーク・ウルトラマンはミレニアムへの恨みを晴らすために、人間のノーランに化けて地球防衛軍に潜入し、ニールは脅威とみなされて軟禁され、BASEは地球防衛軍のリーダーの邪悪な計画を阻止するために地球防衛軍に背を向けることになる。ウルトラマンエリートはBASEのメンバーであるエキンと合体し、3人のウルトラマンが力を合わせてSと13体の怪獣たちを阻止する。
それからしばらくして、「次元の墓」は地球に向かって移動を始める。何百万光年も離れた場所で、ウルトラ戦士たちは集まり、地球への衝突の影響をできるだけ軽減するための選択肢について話し合った。彼らの解決策は、光の国の科学技術と10年後の墓の到着を告げる警告メッセージを人類に送ることであり、ウルトラ戦士たちが間に合わなかった場合に地球を守るのは人類の義務であると考えた。

### キャスト
- イーキン/ウルトラマンエリート - イーキン・チェン
- ニール/ウルトラマンミレニアム - マシュー・ディーン
- ノーラン/ダークウルトラマン - レイ・マクドナルド
- Dr.ワタナベ - 矢野かずき
- メリー - ポーラ・テイラー

## キャラクター

### ウルトラマン以外のキャラクター
ジャイアント

ハヌマーン

### ウルトラマンに関連するキャラクター
2001年のタイでのウルトラマン裁判の第1審判決で新作ウルトラマンを作る権利が認められたとして、チャイヨー・プロダクションでは独自のウルトラマンを発表し、ライブステージにてショー『Ultraman Live Show 4D』などの実施や、ウルトラマン玩具のテレビコマーシャル出演などを行っていた。ただし、タイの特撮ライターは第1審判決は新作の制作権を否定していないが、肯定してもいないと証言していた。その後、テレビドラマシリーズ『PROJECT ULTRAMAN』が発表されたが、2007年に新作の制作権はチャイヨーにないとの判断がタイの裁判所で改めて出されたため、円谷プロの許諾なしに制作することは不可能となった。
なお、ミレニアム・ダーク・エリートの出身地は従来のウルトラ兄弟と同じくM78星雲という設定になっているが、当然ながら円谷プロ制作の作品には登場しない。
ウルトラマンミレニアム（อุลตร้าแมนมิลเลเนี่ยม、ULTRAMAN MILLENNIUM）
ムエタイで戦う青い目のウルトラマン。以前、地球に来たときに起きた「次元の墓」事件（詳細不明）を解決したことで、他のウルトラマンから信頼を得たとされる。強大な力を解放する為に形状を変える特殊なカラータイマーは人間の世界とウルトラマンの世界を繋ぐポータルとなっている。ウルトラセブンの元で修業し、「エクストリームワイドショット」を習得した。グレイ・タイプのエイリアンを意識してデザインされたため、目が大きく後頭部が長く額が広い顔をしている。目が青い理由は初めて地球を訪れた際、目に地球の色が反射した感じをイメージしたことによる。また、ミレニアムのデザインは成田亨からお墨付きをもらったという。
- 必殺技：ルナブラスト（ウルトラマンタロウのストリウム光線と同じくらいの威力があるとされる）、オリオンアロー、ダブルアームショット、クロスカッター、エクストリームワイドショット
- 変身者：キャプテン・チョウ（演：Khun Thanakorn Suksomlert、『Ultraman Millennium Live Show in Bangkok 2001』）、シン（演：大関正義、『Ultraman Live Show 4D』）、ニール（演：マシュー・ディーン、『PROJECT ULTRAMAN』）
- 変身アイテム：ワープチェンジャー

劇中での活躍
Ultraman Millennium Live Show in Bangkok 2001
太陽系を旅している際、地球へ逃走を図ったナックル星人と戦い命を落としたAET第3特殊作戦部隊（UNITIII）のメンバー、キャプテン・チョウと一心同体となって戦った。
PROJECT ULTRAMAN
巨大エイリアン、メリーウェイの追跡中にダークウルトラマンの襲撃を受け、サハラ砂漠に落下。休眠状態に陥るがニールの自己犠牲の精神によって復活しニールと一体化。地球での活動時間は3分間。カラータイマーが点滅すると建物のガラスが割れたり人間には耐えられない高デシベルの音を発するため、出来るだけ早く戦闘を終え地球から離れなければならない。

ダークウルトラマン（ดาร์ค อุลตร้าแมน、DARK ULTRAMAN）
本名はウルトラマンズール（อุลตร้าแมนโซล、ULTRAMAN ZOUL）。かつては最もウルトラの父に信頼された正義のウルトラ戦士だった。怪獣軍団がウルトラの星に侵入した際、前線に立って戦った。その後、銀河全体に混乱を引き起こす邪悪な存在となり、「ダークウルトラマン」と呼ばれるようになった。他のウルトラ戦士の様に善の心も持っているが、現在では自分の意志をコントロール出来ず時に悪の心に支配されることもある。（この設定は仏教の思想が基になっているという。）「次元の墓」事件を起こしたり、バルタン星人を率いて地球侵略を企てるもミレニアムによって倒され、ウルトラの父の究極の力で次元の墓へと幽閉されるが、父はいつか正義の戦士として戻ってきてほしいと思っている。その後、復活を遂げ再び自由の身となったが、ウルトラ戦士の英雄として戻ってくるのか、それとも宇宙の悪のリーダーとして戻ってくるのかは誰にも分からないという。
今から4万年前、ウルトラの父が最も信頼していた親友であり、かつて大戦争で共に戦ったウルトラマンズールは、邪悪な宇宙人バルタン星人の侵略から古代の地球を守った。その後、彼は未知の方法で闇の存在となり、銀河系に破壊をもたらした。ウルトラの父は、究極の力でかつての仲間を「次元の墓」に封じ込め、いつの日か再び光の戦士として戻ってくることを願って、宇宙の奥深くに送り込んだ。 10年前に宇宙警備隊が予言した通り、果てしない年月をかけて次元の墓は地球に接近した。次元の墓は大気圏内でバラバラになり、7つの破片となって地球に不時着すると、攻撃隊AETと地球軍は、ウルトラ兄弟の協力を得て、墓から生まれた怪獣たちへの攻撃を開始した  その最後の相手がダークウルトラマンで、ウルトラ兄弟は苦戦を強いられる。激闘の末、正義の味方だった彼を倒し、あの世に送り出そうとした。しかし、ズールの魂を蝕み、闇に堕ちた原因となった宇宙人バルタン星人が、巨大な体となってズールの体から現れ、ウルトラ兄弟を瞬く間に倒してしまった。墓の破片を使って彼らを磔にし、「永遠に宇宙を漂う」と脅した後、ミレニアムが彼を倒した。  驚くべきことに、宇宙人バルタン星人はダークウルトラマンの言いなりで動いており、ダークウルトラマンこそが真の黒幕であったことが明らかになる。しかし、最終的にはミレニアムとの戦いに敗れたが、「次元の墓」を失ったことで再び自由の身となり、未知の世界へと旅立っていくのだった。
- 必殺技：コロナエクスティンクション、ネビュラエクスプロージョン、スパイラルスターダスト、アタック・ビーム、スペシウム光線、チェーンソー・ビーム

・変身アイテム：ソーサリーデバイス
劇中での活躍
Ultraman Live Show 4D
ウルトラ兄弟と共に登場し、怪獣軍団やエルボー星人と戦い、新しい自然体(ウルトラマンエリート)を誕生させる為に必要な魂のエネルギー収集の時間を稼ぐ。

ウルトラマンエリート（อุลตร้าแมน เอลิท、ULTRAMAN ELITE）
青くて大きな四角い目が特徴のウルトラマン。一般的なウルトラマンの2倍の能力を持っている。ウルトラセブンと同じく全身が赤い、「レッド族」の血を受け継ぐ。他のウルトラマンに比べてまだ若いために戦闘経験は少ないが、次元を超えての移動が最も速い。ウルトラマンエースによって鍛えられ秘められた才能を引き出された。四角い目は自動車のヘッドライトを意識してデザインされた。目が青い理由は、宇宙から地球を見た際に青く染まってしまったため。
劇中での活躍
Ultraman Live Show 4D
ウルトラの父はエルボー星人を倒す唯一の方法は、ウルトラマンの純粋な魂の一部とエルボー星人の魂を融合させ、新たな自然体を生み出し宇宙のバランスを維持する事であると述べる。ウルトラ兄弟、ダークウルトラマンの活躍によって純粋な魂のエネルギーが集まった瞬間、新しい自然体として誕生した。ダークとミレニアムと共に力を合わせエルボー星人と戦った。

エルボー星人（ALIEN ELUBO）
ウルトラマンミレニアム、ダークウルトラマン、ウルトラマンエリートの宿敵。宇宙を彷徨うハンターの一族である。故郷のエルボー星が破壊されたために住む星がない。ウルトラマンが自分たちの星を破壊したという誤解から彼を恨んでおり、ウルトラマンがいる地球を訪れて滅ぼそうと考えている。病原体から新しい微生物を生み出すことが出来、それらを融合させることで怪獣を作る事ができる。そのため「新しい命を生み出す神」とも呼ばれる。
劇中での活躍
Ultraman Live Show 4D
先述の怪獣を作りだす能力でゼットンやレッドキングといった怪獣を作り地球を襲撃。ミレニアムをエネルギー切れにまで追い込むもダーク、エリート、そして復活したミレニアムによって撃破された。

## ウルトラマン博物館
タイのアユタヤの郊外に約10億バーツ（2021年現在の日本円に換算すると約33億円）をかけ、2006年6月に着工して2009年頃に開業が予定されていたが、2012年時点では閉鎖されて廃墟と化している。